# Bowersville (Geòrgia)
Bowersville és una població dels Estats Units a l'estat de Geòrgia. Segons el cens del 2000 tenia 334 habitants.

## Demografia
Segons el cens del 2000, Bowersville tenia 334 habitants, 136 habitatges, i 99 famílies. La densitat de població era de 41,7 habitants per km².
Dels 136 habitatges en un 31,6% hi vivien nens de menys de 18 anys, en un 52,9% hi vivien parelles casades, en un 16,2% dones solteres, i en un 26,5% no eren unitats familiars. En el 25,7% dels habitatges hi vivien persones soles l'11% de les quals corresponia a persones de 65 anys o més que vivien soles. El nombre mitjà de persones vivint en cada habitatge era de 2,46 i el nombre mitjà de persones que vivien en cada família era de 2,92.
Per edats la població es repartia de la següent manera: un 25,7% tenia menys de 18 anys, un 6,9% entre 18 i 24, un 29,9% entre 25 i 44, un 24,3% de 45 a 60 i un 13,2% 65 anys o més.
L'edat mediana era de 34 anys. Per cada 100 dones de 18 o més anys hi havia 83,7 homes.
La renda mediana per habitatge era de 30.625 $ i la renda mediana per família de 36.944 $. Els homes tenien una renda mediana de 26.607 $ mentre que les dones 19.583 $. La renda per capita de la població era de 13.645 $. Entorn del 15,7% de les famílies i el 17,6% de la població estaven per davall del llindar de pobresa.

## Poblacions més properes
El següent diagrama mostra les poblacions més properes.